# Lutton, Lincolnshire
Lutton är en by och en civil parish i South Holland i Storbritannien. Den ligger i grevskapet Lincolnshire och riksdelen England, i den sydöstra delen av landet, 150 km norr om huvudstaden London. Orten har 1 261 invånare (2011). Byn nämndes i Domedagsboken (Domesday Book) år 1086, och kallades då Luctone.